# Clithon elegans
Espèce
Synonymes
- Clithon (Vittoclithon) elegans (Deshayes, 1825)
- Clithon (Pictoneritina) elegans (Deshayes, 1824)
- Neritina elegans Deshayes, 1824
- Theodoxus (Vittoclithon) sublineolatus elegans (Deshayes, 1832)

Clithon elegans est une espèce fossile de mollusques gastéropodes, de l'ordre des Cycloneritimorpha et de la famille des Neritidae. Elle date d'avant l'holocène et n'a pas survécu jusqu'à nos jours. Elle a été décrite à Houdan, dans les environs de Paris.